# Voitures blindées Shorland
Le Shorland est une voiture de patrouille blindée spécialement conçue pour la Police Royale de l'Ulster par Frederick Butler. La première réunion de conception a eu lieu en novembre 1961. Le troisième et dernier prototype a été achevé en 1964 et les premiers RUC Shorlands ont été livrés en 1966. Ils ont été réaffectés au Régiment de Défense de l'Ulster en 1970. La Police Royale de l'Ulster a rapidement remplacé le Shorland par un Land Rover blindé au profil plus conventionnel et sans tourelle de mitrailleuse.
Les véhicules ont été construits par Short Brothers et Harland de Belfast en utilisant le châssis de la Série IIA Land Rover.
Dans les années 1990, le Land Rover Tangi, conçu et construit par l'équipe d'ingénierie de véhicules de la Royal Ulster Constabulary, était de loin le modèle le plus courant de Land Rover blindé.
Shorts et Harland ont continué à développer le Shorland original à partir d'une voiture de patrouille blindée avec un équipage de trois personnes à un véhicule blindé pour le personnel, capable d'en transporter deux à l'avant et six à l'arrière; un petit nombre d'entre eux ont été utilisés dans les rues d'Irlande du Nord jusqu'en 1998.
En 1996, les Short Brothers ont vendu la conception complète de Shorland à British Aerospace Australia.
Ils ont également été utilisés par la police de la RAF en Allemagne dans les années 1990 pour des missions d'escorte d'armes spéciales (nucléaires).

## Conception
Le Shorland est un Land Rover à empattement long avec une tourelle d'apparence similaire à celle d'une voiture de reconnaissance Mk 2 Ferret. Le véhicule a une suspension améliorée pour faire face au poids supplémentaire de l'armure.

## Variantes

### Mk 1
- moteur de 67 hp (49,961891396012 kW)

### Mk 2
- moteur de 77 hp (57,418890111835 kW)

### Mk 3
- Introduit en 1972
- moteur de 91 hp (67,858688313987 kW)
- Armure plus épaisse que Mk 1, Mk 2

### Mk 4
- La production a commencé en 1980
- Moteur essence Rover V8 de 3,5 litres
- Armure améliorée par rapport au Mk 3

### Série 5
- Basé sur le châssis Defender 110
- Moteur essence Rover V8 de 3,5 litres ou moteur diesel Rover Tdi Turbo de 2,5 litres
- Armure soudée corps entièrement fermé.
- Versions
  - S5 - Voiture de patrouille blindée prototype
  - S51 - Voiture de patrouille blindée
  - S52 - Voiture de patrouille blindée
  - S53 - Véhicule de défense aérienne
  - S54 - Véhicule anti-détournement
  - S55 - Véhicule blindé de transport de troupes (APC)

## Opérateurs actuels et anciens

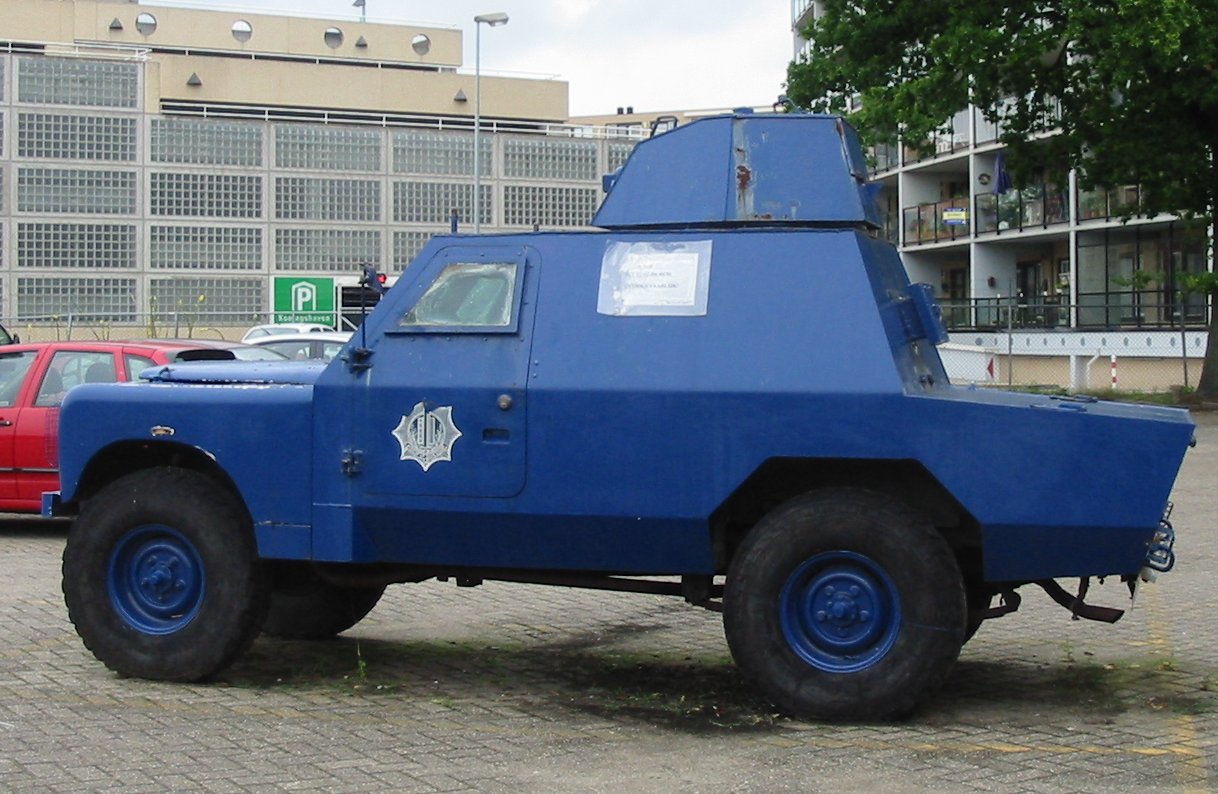
Ancien véhicule de la police néerlandaise

- Argentine: 20[2]
- Bahreïn: 2[2]
- Botswana: 10[2]
- Brunei: 15[2]
- Burundi: 7[2]
- Guyane: 5[2]
- Iraq: 72[2]
- Kenya: 8[3]
- Liban - 30 en service avec les forces de sécurité intérieure au Liban.
- Lesotho: 8[4]
- Libye: 15[2]
- Malaisie: 20[2]
- Mauritanie: 4[2]
- Nigeria - Certaines sont de fabrication locale.
- Pays-Bas
- Pakistan - 24 en sevice avec la police du Sind[2] .
- Papua New Guinea - 5[2]
- Portugal - 38 en service avec la garde nationale républicaine (Portugal)[5].
- Rhodesia - Variante sans licence ; 2 ont été construites et déployées pour le compte des Selous Scouts en 1979[6].
- Saudi Arabia: 40[2]
- Seychelles: 8[2]
- Syrie: 4[2]
- Sri Lanka
- Thaïlande: 32[2]
- Turquie: 100 in service with the Gendarmerie[2].
- United Arab Emirates: 6 acquired by the Sharjah National Guard in 1972, transferred to the Federal Police in 1976[2].
- Royaume-Uni
- Venezuela: 15[2]